# Morales Peak
Der Morales Peak ist ein Berggipfel im westantarktischen Marie-Byrd-Land. Er ragt unmittelbar östlich des Reedy-Gletschers im südlichen Teil des Metavolcanic Mountain auf.
Der United States Geological Survey kartierte ihn anhand eigener Vermessungen und Luftaufnahmen der United States Navy aus den Jahren von 1960 bis 1964. Das Advisory Committee on Antarctic Names benannte ihn 1967 nach Tommy S. Morales Jr. (1937–2003), Funker auf der Byrd-Station im Jahr 1962.